# ECW Originals
De ECW Originals zijn een stable van professioneel worstelaars die sporadisch optreden in verschillende worstelpromoties waaronder het World Wrestling Entertainment (WWE) en Total Nonstop Action Wrestling (TNA).
In juli 2010, de groep debuteerde in Total Nonstop Action Wrestling onder de naam Extreme, Version 2.0 of Extreme Violence 2.0 (EV 2.0).

## Leden

### World Wrestling Entertainment
- Balls Mahoney
- Rob Van Dam
- Sabu
- The Sandman
- Stevie Richards
- Tommy Dreamer

### Total Nonstop Action Wrestling
- Al Snow†*
- Bill Alfonso
- Brian Kendrick‡
- Brother Devon*
- Brother Ray*
- Guido Maritato
- Jerry Lynn†
- Mick Foley*
- Pat Kenney / Simon Diamond†*
- Raven*
- Rhino*
- Rob Van Dam*
- Sabu
- The Sandman
- Stevie Richards*
- Tommy Dreamer*
- Tony Luke

 (*) - Had contracten met TNA Wrestling prior voor het verhaallijn

 (†) - Was lid van de stable, alleen voor het Hardcore Justice pay-per-view

 (‡) - Niet lid van het originele ECW, maar wordt stilaan lid van de stable